# Districtul Bulqizë

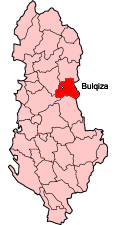
Districtul Bulqizë în Albania

Bulqizë este un district în Albania.
1. 1 2 3  GeoNames